# HD 186302
HD 186302は、地球からくじゃく座の方向に約184光年の距離にある9等星で、太陽と兄弟関係にあると目される恒星である。

## 概要
| 太陽 | HD 186302 |
| ---- | --------- |
| 太陽 | Exoplanet |

G型主系列星に分類され、表面温度は5,675 ± 15 Kと、太陽 (G2V、5,778 K) よりわずかに低い。鉄と水素の質量比を太陽の鉄と水素の質量比と比較してその常用対数で示した金属量（[Fe/H]）の値は0.00 ± 0.01と、太陽と金属量がほぼ同じであることを示している。また、年齢や炭素同位体の存在比率も太陽とほぼ同程度とみられている。
2018年にポルト大学天体物理学センター （CAUP：Centro de Astrofisica da Universidade do Porto）の研究チームは、分光パラメータ、ガイア計画の2回目のデータリリースのデータを用いて、候補天体の化学組成と固有運動を精査した結果、同じ分子雲で生まれた可能性が最も高い恒星としてHD 186302を「太陽の兄弟星（Solar sibling）」であるとする研究結果を発表した。